# Boucle de Tehachapi

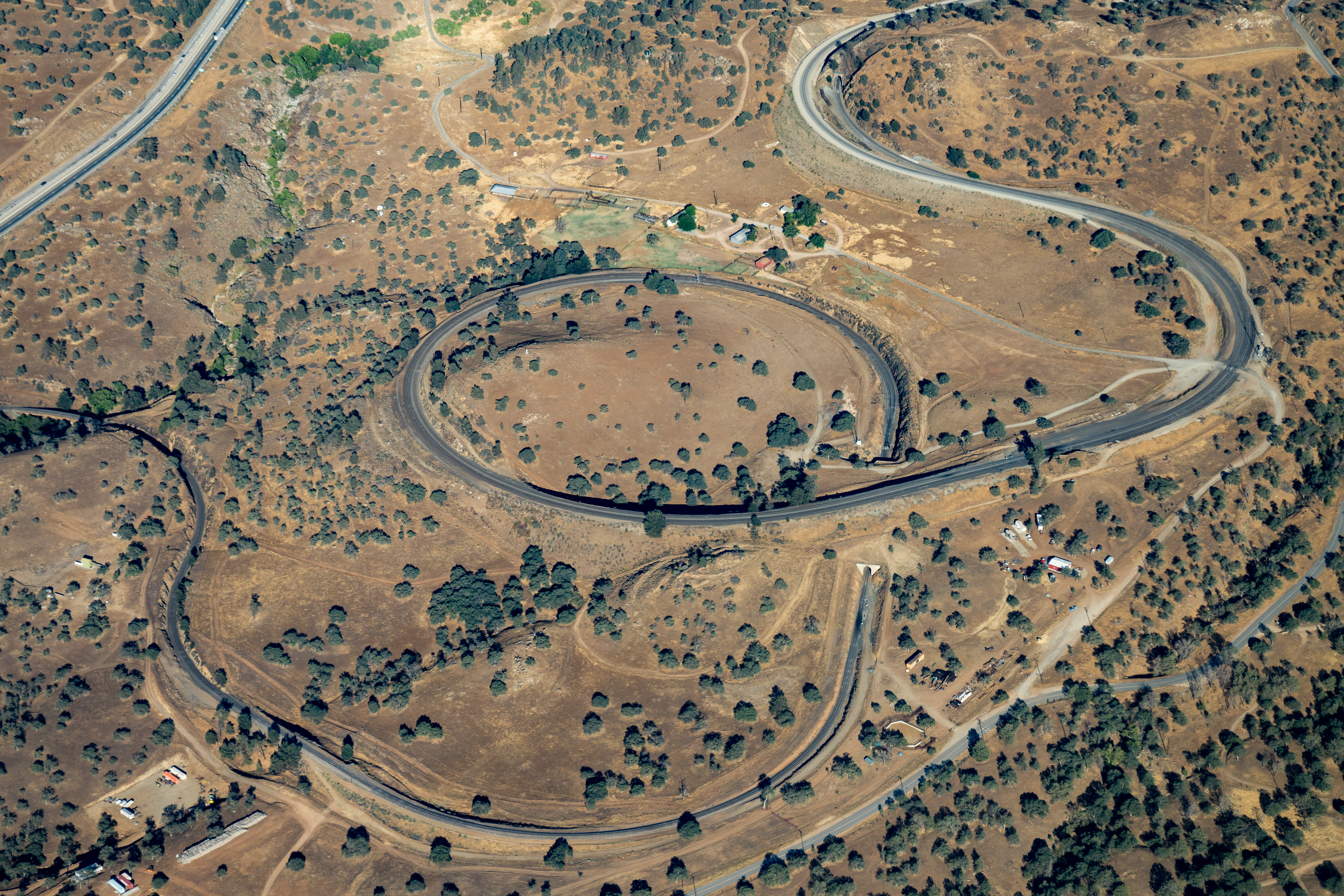
Vue aérienne de la boucle en 2022.

La boucle de Tehachapi est une boucle hélicoïdale ferroviaire de 1,17 kilomètre de long, située en Californie dans le comté de Kern sur la ligne de l'Union Pacific Railroad qui franchit le col Tehachapi dans les monts Tehachapi. Cette ligne relie Bakersfield et la Vallée de San Joaquin à Mojave dans le désert de Mojave. La ligne, qui voit passer en moyenne quarante trains par jour, était une des voies uniques les plus utilisées dans le monde, avant son dédoublement (sauf au niveau du  tunnel sous la boucle).  
Avec un grand nombre de mouvements et une mise en scène particulière, la boucle est une des zones préférées des railfan du pays. Construite en 1876, la boucle a été reconnue en 1998 comme National Historic Civil Engineering Landmark et également comme California Historical Landmark no 508

## Histoire
Prouesse d'ingénierie de son temps, la boucle a été construite par le Southern Pacific Railroad pour passer facilement le col Tehachapi. La construction débute en 1874 et la ligne ouvre en 1876. Ont participé à la construction l'ingénieur Arthur De Wint Foote (en) et l'ingénieur en chef William Hood, mais aussi quelque 3000 travailleurs chinois. En 1998 un deuxième monument a été ajouté le long du trajet pour rappeler la participation de ces travailleurs chinois, qu'un premier monument occultait.
Avec une pente à 2,2%, la voie gagne 23 mètres d'élévation sur la boucle. Les trains de plus de 1200 mètres passent par-dessus eux-mêmes dans la boucle. Au niveau bas de la boucle, la voie franchit le tunnel 9, neuvième tunnel percé depuis Bakersfield.
L'évitement amont sur la boucle est nommé Walong, d'après le roadmaster[Quoi ?] du district local du Southern Pacific,. Cet évitement qui prend naissance juste à la sortie amont du tunnel, et qui ne dépassait pas de beaucoup la taille des plus longs trains, a été prolongé récemment[Quand ?] vers Marcel et Tehachapi. Plutôt que de doubler le tunnel n°10 à un endroit où la hauteur la colline était moindre, les ingénieurs ont préféré creuser une large tranchée.
Une grande croix blanche, « The Cross at the Loop », a été érigée sur la colline au centre de la boucle, en mémoire de deux employés du Southern Pacific Railroad tués le 12 mai 1989 dans un déraillement à San Bernardino, Californie.

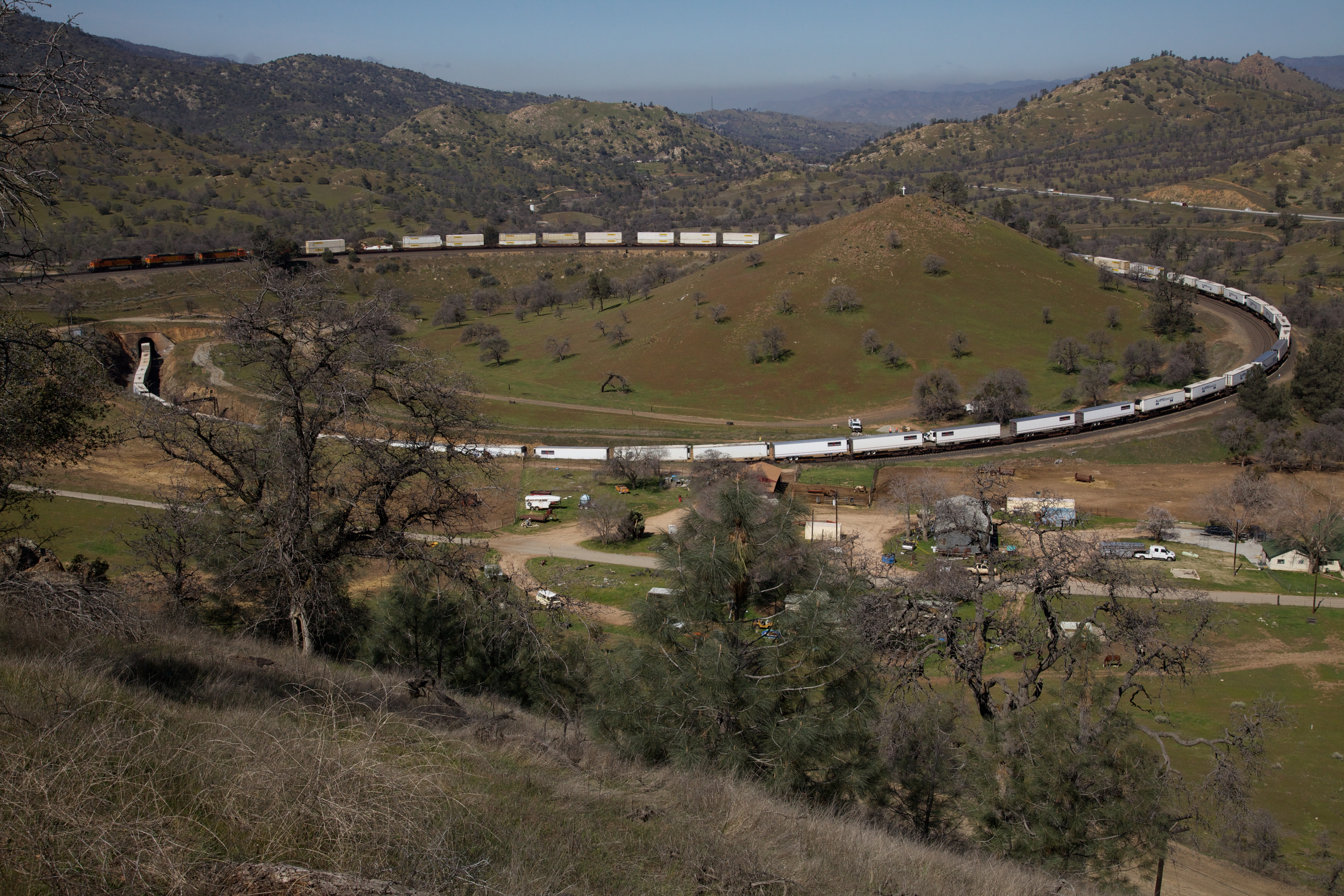
Un train du BNSF passe la boucle de Tehachapi en 2011.
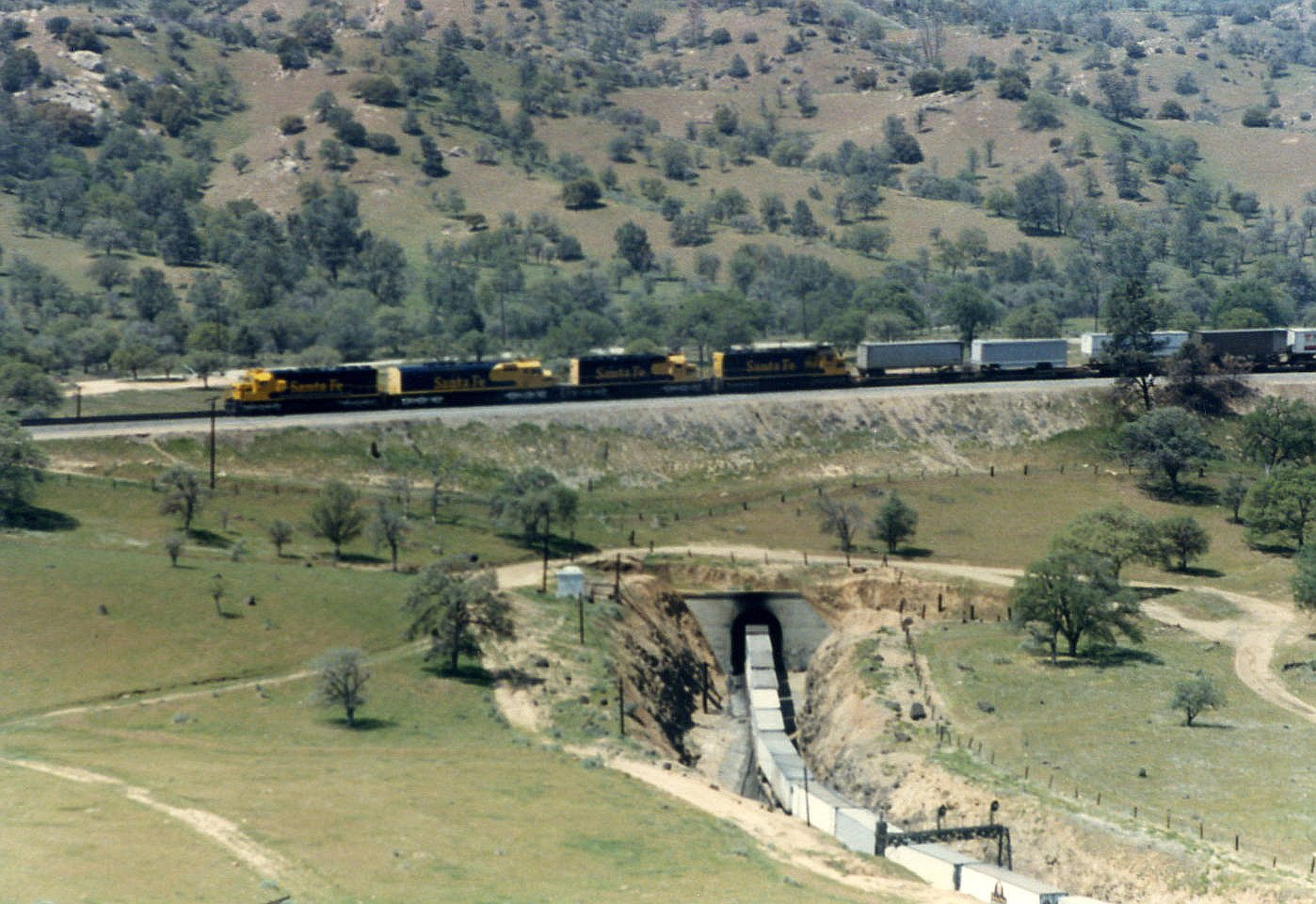
Un train Santa Fe passe par-dessus lui-même en avril 1987.
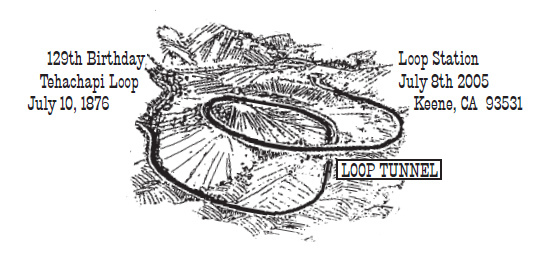
Oblitération du bureau de poste de Keene pour les 129 ans de la boucle.

## Opérations

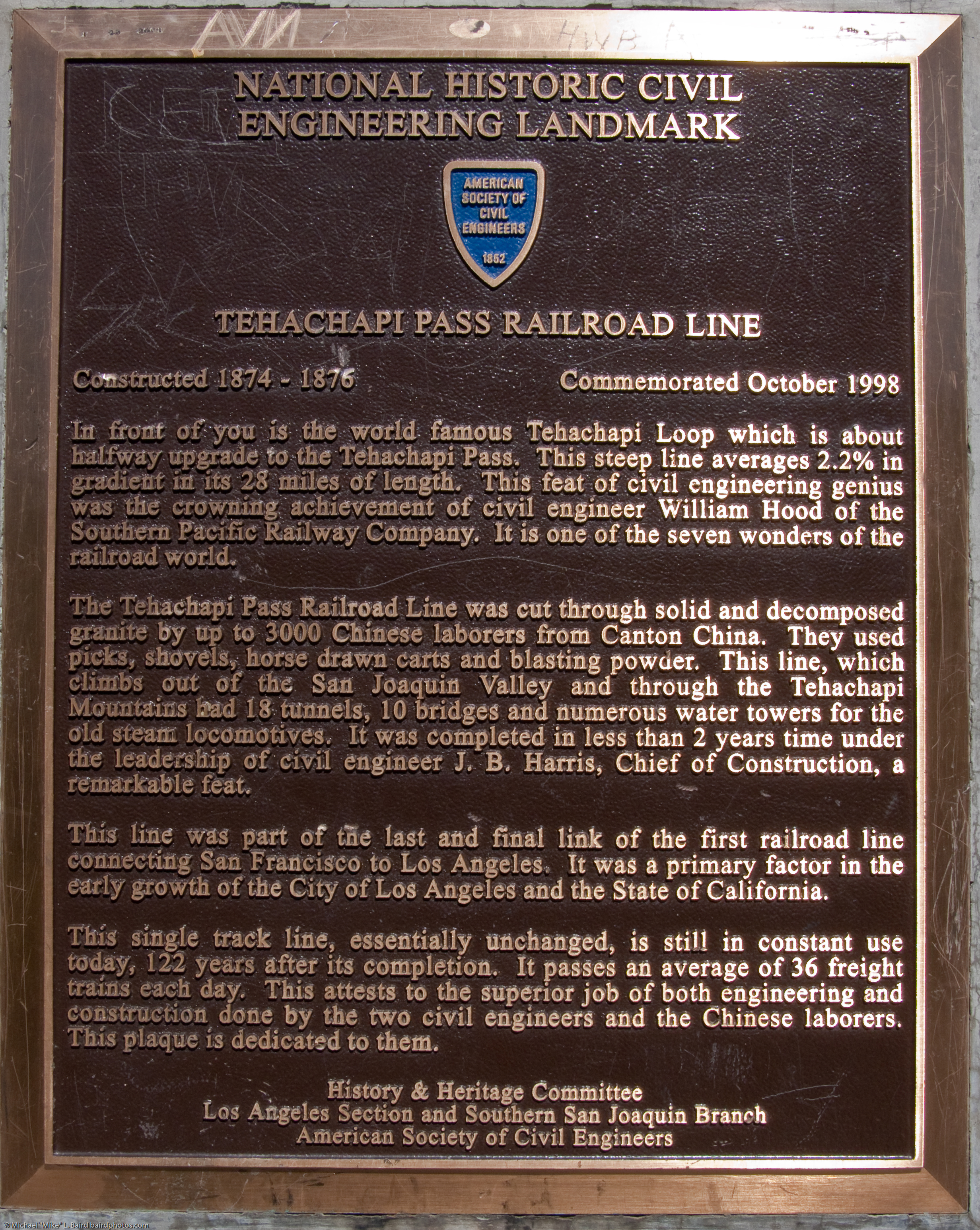
Plaque indiquant que la boucle est un National Historic Civil Engineering Landmark.

La boucle devient la propriété de l'Union Pacific en 1996, quand celle-ci absorba la Southern Pacific. Toutefois 80% environ du trafic est constitué de trains du BNSF Railway et particulièrement des trains intermodaux de conteneurs sur deux niveaux (double stack) de 1,5 km. Dans ce cas, BNSF verse des droits de passage à l'UP. 
L'Union Pacific exclut les trains de voyageurs de cette ligne, hormis pour le Coast Starlight, qui passe par Tehachapi quand son itinéraire habituel - par la côte pacifique - est fermée.
Sur la boucle, en amont du tunnel, on peut voir des circulations des trains à gauche alors que la règle aux USA est généralement la circulation à droite. Cette dérogation est due au fait que la nouvelle voie de l'évitement de Walong (voir plus haut) est d'un profil plus facile. Elle est donc privilégiée pour la montée et par conséquent la circulation se fait à gauche.

## Voir également
- Boucle hélicoïdale